# Várkesző, Veszprém
Várkesző  este un sat în districtul Pápa, județul Veszprém, Ungaria, având o populație de 176 de locuitori (2011). 

## Demografie
Componența etnică a satului Várkesző
     Maghiari (100%)
Componența confesională a satului Várkesző
     Romano-catolici (68,18%)
     Luterani (3,98%)
     Fără religie (2,84%)
     Reformați (1,7%)
     Necunoscută (23,3%)
Conform recensământului din 2011, satul Várkesző avea 176 de locuitori. Din punct de vedere etnic, majoritatea locuitorilor (100,0%) erau maghiari.  Din punct de vedere confesional, majoritatea locuitorilor (68,18%) erau romano-catolici, existând și minorități de luterani (3,98%), persoane fără religie (2,84%) și reformați (1,7%). Pentru 23,3% din locuitori nu este cunoscută apartenența confesională.